# Anthony Bacon (1558-1601)
Pour les articles homonymes, voir Anthony Bacon et Bacon.
Anthony Bacon (1558–1601) est un membre de l'illustre famille Bacon de l'ère élisabéthaine qui fut espion en France. C'est le frère de Francis Bacon.

## Première jeunesse 1558–1580
Anthony Bacon naît l'année où son père, Sir Nicholas Bacon, devient Lord Garde du Sceau sous le règne d'Élisabeth Ire. Sa mère, Anne, est la fille d'un humaniste de la Renaissance, Anthony Cooke, qui connaît une certaine notoriété. La sœur de sa mère est mariée à William Cecil (1er baron Burghley). Son frère Francis est de trois ans plus jeune.  
Anthony et son frère passent leurs premières années à York House dans le Strand. Leur mère supervise leur éducation. C'était une des femmes les plus cultivées de son époque. Elle parlait français, latin, grec, espagnol, italien et hébreu. En avril 1573, les frères Bacon entrent au Trinity College de Cambridge où ils habitent chez le recteur du collège, John Whitgift. Leur père meurt en février 1579. C'était l'un des hommes les plus puissants d'Angleterre.

## France 1580–1592
Bacon voyage en France en 1580. Il doit servir d'espion à Sir Francis Walsingham à qui il fournit des informations sur la France en proie aux guerres de religion. À l'été 1586, il doit précipitamment quitter la ville de Montauban à cause d'un scandale. En effet, il est accusé de sodomie sur son page Isaac Burgades. Il visite entre autres Lyon, Bourges, Genève, Montpellier, Bordeaux, où il rencontre Montaigne en 1583. Il quitte le royaume de France en 1592, après avoir pu s'approcher du cercle d'Henri de Navarre, à l'époque de sa conquête du royaume, en tant que roi Henri IV et avoir renseigné les Anglais sur ces années de guerre.

## Avec son frère 1592–1594
Bacon est de retour en Angleterre en février 1592. Il s'installe chez son frère à Gray's Inn. Ils mettent sur pied ensemble un secrétariat commun avec copistes, traducteurs, secrétaires, cryptographes, etc. qui s'occupent de leur correspondance, de traductions, de copiage de manuscrits, de chiffrement, de rédaction d'ouvrages scientifiques, de publication de livres, d'essais,, de pièces de théâtre, etc. Ils organisent aussi des réceptions et des bals masqués.
En 1593, Bacon invite son ami Antonio Pérez en Angleterre. Pérez pourrait être le modèle du personnage de Don Adriana de Armado dans la pièce de Shakespeare Love's Labour's Lost. En cette même année, 1593 Bacon est élu membre du Parlement pour la  circonscription de Wallingford.
En avril 1594, Bacon s'installe à Bishopsgate.

## Chez le comte d'Essex 1595–1601
En 1594, Anthony Bacon devient secrétaire d'État du comte d'Essex à Essex House. La demeure devient le foyer du « cercle de Shakespeare », cercle littéraire comprenant entre autres, le comte d'Essex, Sir Thomas Walsingham, et le 2e comte de Pembroke.  Sir Henry Cuffe et Sir Henry Wotton faisaient aussi partie des intimes du comte. En 1597, Bacon devient membre du Parlement pour la circonscription d'Oxford.
En 1601, Essex est accusé et condamné de haute trahison, Anthony Bacon meurt peu après, en même temps que la veuve d'Essex, née Frances Walsingham. Anthony Bacon est enterré à St Olave Hart Street.

## Héritage
Après la mort d'Anthony Bacon, Francis Bacon rassemble sa correspondance, dont il fait don à son exécuteur littéraire William Rawley, qui la transmet en héritage à Thomas Tenison, puis ce dernier la lègue à la bibliothèque du palais Lambeth, où elle se trouve toujours aujourd'hui.

## Source
- (en) Cet article est partiellement ou en totalité issu de l’article de Wikipédia en anglais intitulé « Anthony Bacon (1558–1601) » (voir la liste des auteurs).